# Afyon Belediye Yüntaş Gençlik ve Spor Kulübü 2018-2019
Questa voce raccoglie le informazioni riguardanti l'Afyon Belediye Yüntaş Gençlik ve Spor Kulübü nelle competizioni ufficiali della stagione 2018-2019.

## Organigramma societario
Area direttiva
- Presidente: Abdullah Aydogan

Area tecnica
- Allenatore: Siniša Reljić
- Secondo allenatore: Niyazi Durmaz
- Assistente allenatore: Ömer Pınar
- Scoutman: Onur Coşkun

## Rosa
| N° | Nome                | Ruolo | Data di nascita   | Nazionalità sportiva |
| -- | ------------------- | ----- | ----------------- | -------------------- |
| 1  | Fatih Cihan         | C     | 16 dicembre 1991  | Turchia              |
| 1  | Hüseyin Baykal      | P     | 7 luglio 1997     | Turchia              |
| 2  | Gökhan Çatal        | P     | 14 febbraio 1990  | Turchia              |
| 2  | Kathbart Malinga    | S     | 9 aprile 1996     | Uganda               |
| 3  | Muhammed Ertuğrul   | C     | 12 agosto 1989    | Turchia              |
| 5  | Nazım Özbek         | S     | 4 giugno 1993     | Turchia              |
| 6  | Çağatay Durmuş      | L     | 5 aprile 1994     | Turchia              |
| 7  | Beytullah Hatipoğlu | L     | 24 febbraio 1992  | Turchia              |
| 8  | Tunç Ayhan          | O     | 27 ottobre 1993   | Turchia              |
| 9  | Mehmet Hacıoğlu     | S     | 29 maggio 1995    | Turchia              |
| 10 | Caner Çiçekoğlu     | P     | 11 maggio 1985    | Turchia              |
| 12 | Fatih Kartal        | C     | 29 maggio 1997    | Turchia              |
| 13 | Niels Klapwijk      | O     | 19 settembre 1985 | Paesi Bassi          |
| 13 | Leo Andrić          | O     | 20 luglio 1994    | Croazia              |
| 15 | Luke Smith          | S     | 30 agosto 1990    | Australia            |
| 17 | Mihajlo Stanković   | S     | 5 giugno 1993     | Serbia               |
| 18 | Burak Hascan        | C     | 1º giugno 1978    | Turchia              |

## Statistiche

### Statistiche di squadra
| Competizione     | Punti | In casa | In casa | In casa | In trasferta | In trasferta | In trasferta | Totale | Totale | Totale |
| Competizione     | Punti | G       | V       | P       | G            | V            | P            | G      | V      | P      |
| ---------------- | ----- | ------- | ------- | ------- | ------------ | ------------ | ------------ | ------ | ------ | ------ |
| Efeler Ligi      | 23,2  | 11      | 5       | 6       | 11           | 3            | 8            | 28     | 11     | 17     |
| Coppa di Turchia | -     | 1       | 1       | 0       | 1            | 0            | 1            | 2      | 1      | 1      |
| Totale           | -     | 12      | 6       | 6       | 12           | 3            | 9            | 30     | 12     | 18     |

G = partite giocate; V = partite vinte; P = partite perse

### Statistiche dei giocatori
| Giocatore    | Campionato | Campionato | Campionato | Campionato | Campionato | Coppa di Turchia | Coppa di Turchia | Coppa di Turchia | Coppa di Turchia | Coppa di Turchia | Totale | Totale | Totale | Totale | Totale |
| Giocatore    | P          | PT         | AV         | MV         | BV         | P                | PT               | AV               | MV               | BV               | P      | PT     | AV     | MV     | BV     |
| ------------ | ---------- | ---------- | ---------- | ---------- | ---------- | ---------------- | ---------------- | ---------------- | ---------------- | ---------------- | ------ | ------ | ------ | ------ | ------ |
| L. Andrić    | 16         | 350        | 294        | 28         | 28         | -                | -                | -                | -                | -                | 16     | 350    | 294    | 28     | 28     |
| T. Ayhan     | 18         | 16         | 12         | 0          | 4          | 0                | 0                | 0                | 0                | 0                | 18     | 16     | 12     | 0      | 4      |
| H. Baykal    | 7          | 6          | 0          | 2          | 4          | -                | -                | -                | -                | -                | 7      | 6      | 0      | 2      | 4      |
| G. Çatal     | 10         | 3          | 0          | 2          | 1          | -                | -                | -                | -                | -                | 10     | 3      | 0      | 2      | 1      |
| C. Çiçekoğlu | 23         | 35         | 14         | 9          | 12         | 2                | 4                | 2                | 1                | 1                | 25     | 39     | 16     | 10     | 13     |
| F. Cihan     | 9          | 24         | 20         | 1          | 3          | 2                | 12               | 7                | 2                | 3                | 11     | 36     | 27     | 3      | 6      |
| Ç. Durmuş    | 26         | 0          | 0          | 0          | 0          | 2                | 0                | 0                | 0                | 0                | 28     | 0      | 0      | 0      | 0      |
| M. Ertuğrul  | 28         | 202        | 114        | 69         | 19         | 2                | 20               | 11               | 6                | 3                | 30     | 222    | 125    | 75     | 22     |
| M. Hacıoğlu  | 23         | 114        | 96         | 14         | 4          | 2                | 20               | 19               | 1                | 0                | 25     | 134    | 115    | 15     | 4      |
| B. Hascan    | 26         | 119        | 87         | 27         | 5          | 1                | 3                | 3                | 0                | 0                | 27     | 122    | 90     | 27     | 5      |
| B. Hatipoğlu | 28         | 0          | 0          | 0          | 0          | 2                | 0                | 0                | 0                | 0                | 30     | 0      | 0      | 0      | 0      |
| F. Kartal    | 7          | 16         | 12         | 4          | 0          | 0                | 0                | 0                | 0                | 0                | 7      | 16     | 12     | 4      | 0      |
| N. Klapwijk  | 11         | 195        | 170        | 10         | 15         | 2                | 42               | 38               | 1                | 3                | 13     | 237    | 208    | 11     | 18     |
| K. Malinga   | 14         | 85         | 64         | 12         | 9          | -                | -                | -                | -                | -                | 14     | 85     | 64     | 12     | 9      |
| N. Özbek     | 15         | 11         | 10         | 1          | 0          | 1                | 0                | 0                | 0                | 0                | 16     | 11     | 10     | 1      | 0      |
| L. Smith     | 11         | 142        | 117        | 19         | 6          | -                | -                | -                | -                | -                | 11     | 142    | 117    | 19     | 6      |
| M. Stanković | 27         | 310        | 253        | 34         | 23         | 2                | 17               | 15               | 1                | 1                | 29     | 327    | 268    | 35     | 24     |

P = presenze; PT = punti totali; AV = attacchi vincenti; MV = muri vincenti; BV = battute vincenti